# Хаглер, Марвин
Марвин Хаглер (англ. Marvin Hagler; 23 мая 1954, Ньюарк, Нью-Джерси, США — 13 марта 2021, Бартлетт, Нью-Гэмпшир, США) — американский профессиональный боксёр, выступавший в средней весовой категории.
Абсолютный чемпион мира в средней весовой категории (по версии WBC, 1980—1987; по версии WBA, 1980—1987; по версии IBF, 1983—1987). Победил 11 боксёров (из них 10 нокаутом) за титул чемпиона мира. Был дважды удостоен почётного титула «Боксёр года» по версии журнала «Ринг» (1983, 1985). Один из сильнейших боксёров 1980-х годов. Является рекордсменом по количеству побед в боях за титул объединённого чемпиона, а также обладателем самой продолжительной серии защит объединённого титула в среднем весе, продлившейся почти 7 лет. Вместе с Карлосом Монсоном и Геннадием Головкиным является рекордсменом по продолжительности этапа карьеры в высшем эшелоне мирового рейтинга без поражений.
Хаглер имел репутацию свирепого бойца с «непробиваемым» подбородком, за всю свою карьеру лишь однажды побывал в нокдауне (30 марта 1984 года), причём факт нокдауна оспаривается до сих пор. Будучи абсолютным чемпионом мира, был вынужден сам вызывать на бой претендентов, поскольку звёзды мирового бокса того периода большей частью уклонялись от встреч с Хаглером под различными предлогами, в связи с чем Хаглер приобрёл репутацию одного из самых «избегаемых» боксёров в истории.

## Детство и юношеские годы
Марвин Хаглер родился в Ньюарке, штат Нью-Джерси, он был старшим из шести детей. Отец бросил семью, когда Марвин ещё был ребёнком. В июле 1967 года, во время Ньюаркского бунта чернокожего населения, после того как в город были введены войска Национальной гвардии штата для подавления восставших, миссис Хаглер вместе с детьми переехала в Броктон, штат Массачусетс (на родину Рокки Марчиано). Хаглер рос замкнутым ребёнком и мало с кем общался, проводя большую часть времени наедине с собой.

## Любительская карьера
Хаглер решил заняться боксом в 1968 году, после того как был избит на улице местным боксёром (которому он позже отомстит) на глазах у его знакомых. Уже на следующий день, решив самому стать боксёром, он пришёл в клуб бокса, принадлежащий братьям Пату и Гуди Петронелли, которые стали его тренерами и менеджерами. Петронелли сходу сказали ему, что бокс не для слабых характером, Хаглер ответил, что его это не волнует и однажды он станет чемпионом мира. В первый же его день в зале, Петронелли вывели Хаглера на ринг против опытного бойца, тот основательно набил Марвину лицо. Дома мать спросила его с улыбкой: «Марвин, ты уверен, что действительно хочешь этим заниматься?», на что Марвин тут же ответил: «Да, ма, я побью этого парня завтра!». Через шесть месяцев занятий боксом, он однажды сфотографировался в боксёрских трусах и перчатках, а фото подписал: «От будущего чемпиона мира в среднем весе» (через 12 лет он станет абсолютным чемпионом мира в среднем весе).
В мае 1973 года Хаглер стал чемпионом США в среднем весе, победив в финале Терри Доббса, морского пехотинца из Атланты. До следующих Олимпийских игр оставалось ровно три года и Хаглер решил не ждать, а сразу перейти в профессионалы и начать зарабатывать деньги. В любителях Хаглер провёл 54 боя, одержав победу в 52 из них, закончив 43 боя нокаутом.

## Профессиональная карьера
Дебютировал в мае 1973 года. Всю карьеру провёл в среднем весе.
В 1974 году провёл два боя с олимпийским чемпионом 1972 года Рэем Силсом. В первом бою Хаглер победил по очкам, в матч-реванше была зафиксирована ничья.
В 1976 году дважды проиграл по очкам малоизвестным боксёрам Бобби Уотсу и Вилли Монро (отцу боксёра Вилли Монро-младшего). Позже Хаглер в реваншах обоих победил нокаутом во 2-м раунде. Больше Хаглер не проигрывал 11 лет до своего последнего боя с Шугаром Рэем Леонардом.
В 1977 году, Хаглер, выступая в андеркарде боя Шугара Рэя Леонарда, встретился с Роем Джонсом (отцом Роя Джонса-младшего), которого отправил в нокаут в 3-м раунде. Гонорар Хаглера составил 1,5 тыс. долларов (в 33 раза меньше) против 50 тыс. долларов у Леонарда.
В феврале 1979 года в третий раз встретился с Рэем Силсом и одержал победу техническим нокаутом на второй минуте 1-го раунда.

#### Чемпионский бой с Вито Антуофермо
В ноябре 1979 года Марвин Хаглер вышел на ринг против чемпиона в среднем весе по версиям WBC и WBA Вито Антуофермо. Бой закончился вничью. Результат был спорным. Эксперты сочли, что Хаглера обокрали судьи, бой был признан апсетом года по версии журнала «Ринг».

#### Чемпионский бой с Аланом Минтером
В сентябре 1980 года Хаглер вышел на ринг против нового чемпиона в том же весе и по тем же версиям Алана Минтера. Хаглер победил чемпиона техническим нокаутом в 3-м раунде.
В январе 1981 года Хаглер нокаутировал непобежденного Фульхенсио Обельмехиаса.

#### Реванш с Вито Антуофермо
В июне 1981 года состоялся повторный бой между Марвином Хаглером и Вито Антуофермо. Хаглеру была присуждена победа техническим нокаутом из-за рассечения у Антуофермо, после 4-го раунда.
В октябре 1981 года Хаглер победил техническим нокаутом Мустафу Хамшо. Бой остановили из-за рассечения у претендента.
В марте 1982 года Хаглер в 1-м раунде нокаутировал Уильяма Ли.
В октябре 1982 года состоялся повторный бой между Марвином Хаглером и Фульхенсио Обельмехиасом. Хаглер нокаутировал противника в 5-м раунде.
В феврале 1983 года Хаглер нокаутировал Тони Сибсона.

#### Объединительный бой с Уилфордом Сайпионом
В мае 1983 года Хаглер нокаутировал Уилфорда Сайпиона. На кону также стоял вакантный титул новой боксёрской организации IBF.

#### Бой с Роберто Дюраном
В ноябре 1983 года Хаглер победил единогласным решением бывшего чемпиона в 3-х весовых категориях Роберто Дурана.
В марте 1984 года Хаглер встретился с Хуаном Доминго Рольданом. На первых секундах 1-го раунда Рольдан отправил Хаглера в нокдаун — 1-й и единственный в его карьере. Большинство специалистов считают, что Хаглер поскользнулся, и судья открыл счёт ошибочно. Хаглер нокаутировал претендента в 10-м раунде.
В октябре 1984 года состоялся повторный бой между Марвином Хаглером и Мустафой Хамшо. Хаглер нокаутировал противника в 3-м раунде.

#### Бой с Томасом Хирнсом
В апреле 1985 года состоялся бой между Марвином Хаглером и чемпионом в 2-х весовых категориях Томасом Хирнсом. Это был один из самых зрелищных боев за всю историю бокса. Хирнс предложил Хаглеру открытый агрессивный бой, и Хаглер принял вызов. В 3-м раунде Хаглер нокаутировал противника. Поединок получил статус «бой года» по версии журнала «Ринг».

#### Бой с Джоном Мугаби
В марте 1986 года Хаглер встретился с непобежденным угандийцем Джоном Мугаби. Мугаби перед этим боем имел идеальный послужной список — 25 побед, из которых все 25 были одержаны нокаутами. Хаглер нокаутировал противника в 11-м раунде.

#### Бой с Шугаром Рэем Леонардом
В апреле 1987 года состоялся бой между Марвином Хаглером и чемпионом в 5 весовых категориях Шугаром Рэем Леонардом. Раздельным решением судей победил Леонард. Судье, отдавшему Хаглеру только 2 раунда из 12, долгое время задавали вопрос, какой же бой он смотрел. Победа Леонардо является одной из самых спорных в истории бокса, бой получил статус «Апсет года». Хаглер предложил провести немедленный матч-реванш, но Леонард отказался. После этого боя Хаглер ушёл из бокса.
Из 13 боев, в которых Хаглер отстоял свой титул, 12 он выиграл досрочно.

## Фильмография
Марвин Хаглер снялся в ряде художественных фильмов:
- «Индеец»
- «Индеец 2»
- «Виртуальное оружие»
- «Москва»